# 흐라프나플로키 빌게르다르손
흐라프나플로키 빌게르다르손(고대 노르드어: Hrafna-Flóki Vilgerðarson: 9세기)은 의도적으로 아이슬란드로 항행해간 최초의 노르드인이다. 그의 행적은 『식민의 서』에 기록되어 있다.
868년, 플로키는 가르다르 스바바르손이 북쪽에서 새로운 땅을 찾았다는 소식을 듣고 그 땅을 찾아 나섰다. 이 항해에 일가족을 모두 데려갔는데, 그의 처의 이름은 그로(Gró)였으며 아이들은 오들레이푸르(Oddleifur)와 툐드게르두르(Þjóðgerður) 등이 있었다. 서부 노르웨이에서 출항한 플로키 일가는 셰틀랜드 제도에서 딸 한 명을 익사로 잃었다. 이후 항해를 계속해서 페로 제도에 정박했는데 여기서 다른 딸 한 명을 시집보냈다. 페로에서 출항한 플로키는 도래까마귀 세 마리를 잡아다 아이슬란드까지 길을 찾는 데 도움을 받았는데, 그래서 "도래까마귀 플로키"라는 뜻의 "흐라프나플로키"라고 불리게 되어 그 이름으로 널리 알려졌다.
플로키 일가와 함께 여행에 동참한 이들로는 토롤프(Þórólfr), 헤룔프(Herjolf), 팍시(Faxi)라는 남자들이 있었다. 페로 제도에서 어느 정도 항해한 뒤 플로키는 도래까마귀들을 놓아 주었다. 첫 번째 도래까마귀는 페로로 돌아갔다. 두 번째 도래까마귀는 공중을 날다가 뱃전에 앉았다. 세 번째 도래까마귀는 서북쪽으로 날아가 돌아오지 않았다. 플로키는 뭍에 가까워짐을 알고 세 번째 도래까마귀를 따라갔다. 레이캬네스를 지나 커다란 만에 들어섰는데, 레이캬비크를 마주보는 이 만을 팍시의 이름을 따서 팍사만이라고 한다.
플로키는 오늘날의 바르다스트뢴드 바튼 협만에 캠프를 차렸다. 그해 여름이 매우 쾌적했기 때문에 플로키는 겨울을 간과하여 준비를 제대로 하지 않았다. 그래서 곧 찾아온 겨울에 고생을 했다. 봄이 오기를 기다리면서 플로키는 캠프 뒤의 산맥에서 가장 높은 산에 올라가 보았고, 북쪽에서 거대한 협만, 곧 이사퍄르다르듀프를 발견했고, 그 너머의 바다가 유빙으로 가득한 것을 보았다. 그래서 그는 이 땅의 이름을 "얼음의 땅"이라는 뜻의 "이슬란드(Ísland)", 즉 아이슬란드라고 명명했다. 플로키와 일행이 노르웨이로 돌아간 뒤, 사람들은 새로 찾은 땅이 어떠했냐고 물어왔다. 플로키는 아무짝에도 쓸모없는 땅이라고 했다. 헤룔프는 좋은 점도 나쁜 점도 있었다고 했다. 토롤프는 풀마다 버터 기름기가 번들거리는 기름진 땅이라고 했다. 그래서 토롤프는 "토롤프 버터"라는 뜻의 토롤프 스묘르(Þórólfur smjǫr)라는 별명을 얻었다. 하지만 아이슬란드 땅을 그렇게 저평가해놓고 정작 플로키 본인은 아이슬란드로 돌아가 정착지를 꾸리고 죽을 때까지 거기서 살았다.